# 独任制
独任制（どくにんせい、英語: single-person system）とは、行政機関などが一人の人で構成される制度である。対して複数の人で構成される機関を合議制という。大統領、知事などが独任制に当たる。単独制ともいう。
裁判における単独制については、単独審を参照。

## 独任制の例
- 元首、君主（大統領、国王など） - 共同元首などの例外あり
- 地方自治体や連邦構成主体の首長（知事、市長など）
- コミッショナー
- 機長、船長など - 運輸の安全に関わる責任者は合議では成り立たない
- 日本の検察官 - 検察官個々人が独任制の官庁とされる[1]
- 日本の登記官 - 登記所（法務局・地方法務局）に勤務する法務事務官のうちから、法務局又は地方法務局の長が指定した者
- 日本の監査役・監査委員